# Різдво Христове (срібна монета)
«Різдво́ Христо́ве» — пам'ятна срібна монета номіналом 10 гривень, випущена Національним банком України, присвячена 2000-річчю Різдва Христового. За Євангельським сказанням у місті Вифлеємі 2000 років тому від Діви Марії та Духа Святого народився Син Божий — Ісус Христос, засновник християнського віровчення.
Монету введено в обіг 29 грудня 1999 року. Вона належить до серії «2000-ліття Різдва Христового».

## Опис монети та характеристики
| Номінал грн. | Метал  | Маса, г      | Діаметр, мм | Якість виготовлення | Гурт     | Тираж, штук |
| ------------ | ------ | ------------ | ----------- | ------------------- | -------- | ----------- |
| 10           | срібло | 31,1 / 33,62 | 38,61       | пруф                | рифлений | 10 000      |

### Аверс
На аверсі монети між двома постатями ангелів розміщено зображення малого Державного герба України і написи: «УКРАЇНА» та «10», «ГРИВЕНЬ», «1999», позначення металу — «Ag», його проба — «925», вага у чистоті — «31,1».

### Реверс
На реверсі монети в обрамленні символічних геометричних фігур відтворено біблійну легенду про народження Ісуса Христа — у сяйві віфлеємської зірки зображено Богоматір із немовлям в оточенні свійських тварин і волхвів з дарами.

## Автори

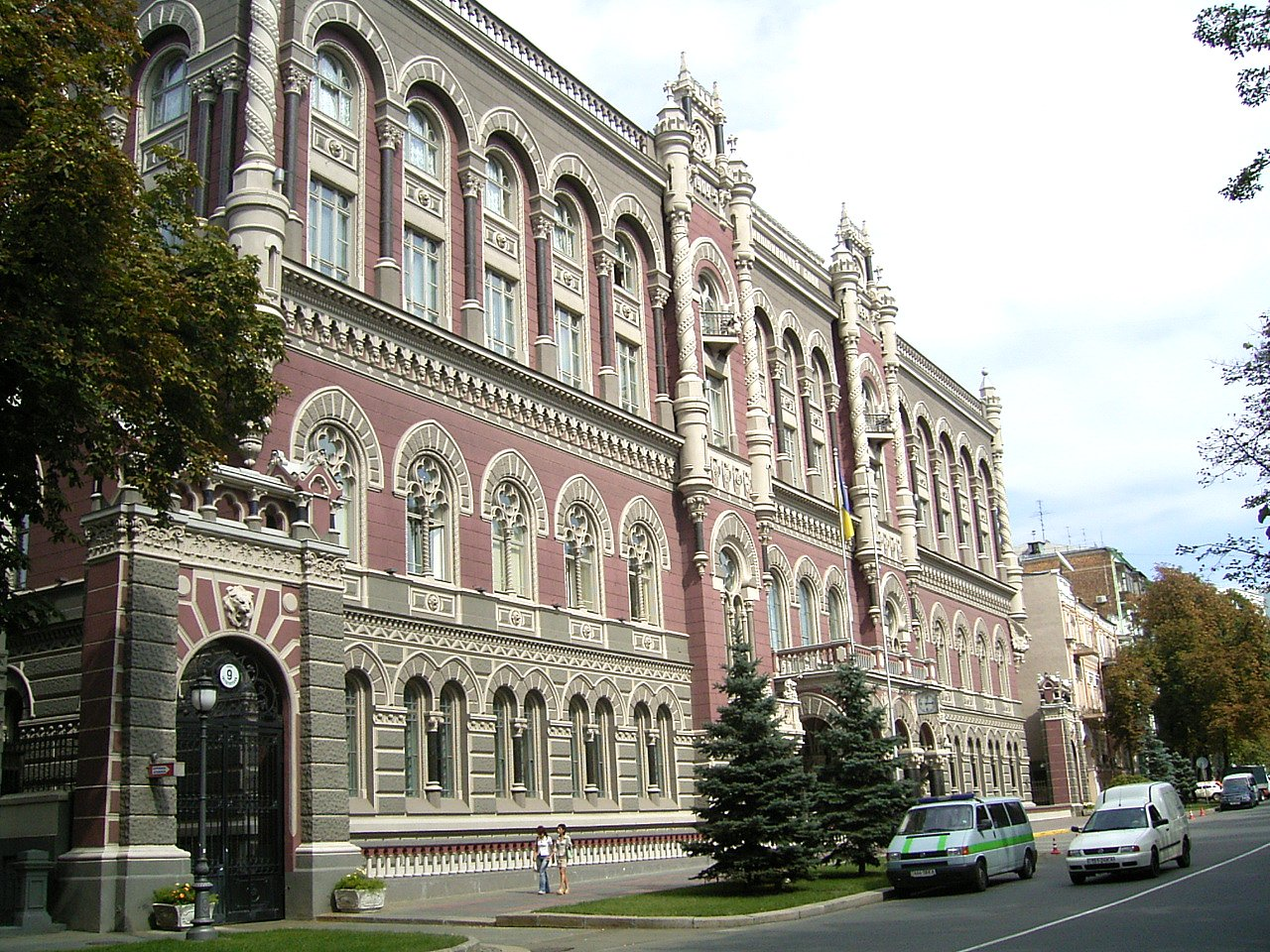
Будівля Національного банку України

- Художник — Чайковський Роман.
- Скульптор — Чайковський Роман.

## Досягнення
Міжнародний конкурс «Монета року» «Krause Publications» (США) 2000 рік — срібна пам'ятна монета «Різдво Христове» визнана найкращою монетою року у світі в номінації «Найбільш надихаюча монета»

## Вартість монети
Ціна монети — 575 гривень була вказана на сайті Національного банку України в 2012 році.
Фактична приблизна вартість монети, з роками змінювалася так:
| Рік        | 2010  | 2011  | 2012  | 2013  | 2014  | 2015  | 2016  | 2017  | 2018  | 2019  | 2020  | 2021  | 2022  | 2023  | 2024  | 2025  |
| ---------- | ----- | ----- | ----- | ----- | ----- | ----- | ----- | ----- | ----- | ----- | ----- | ----- | ----- | ----- | ----- | ----- |
| Ціна, грн. | 2 000 | 2 000 | 2 000 | 2 000 | 1 500 | 3 000 | 2 500 | 2 850 | 2 000 | 1 700 | 1 800 | 1 700 | 2 100 | 2 700 | 5 000 | 5 000 |